# 多米蒂安·恩达伊泽耶
多米蒂安·恩达伊泽耶（法語：Domitien Ndayizeye；1953年5月2日—），胡圖族，蒲隆地前任總統。
1993年胡圖族和圖西族兩族爆發內戰，蒲隆地也被波及，極力主張和平策略的他，於2001年－2003年擔任蒲隆地副總統。之後，以不流血政變方式成功獲得政權後，試圖展開停戰協定。除此，他不但積極重修與坦尚尼亞的雙邊關係，與烏干達等國也保持友好。
| 前任： 皮埃尔·布约亚 | 布隆迪总统 2003年-2005年 | 繼任： 皮埃尔·恩库伦齐扎 |